# King Kong Escapes
King Kong Escapes (キングコングの逆襲, King Kong no Gyakushū) es una película de 1967 de kaiju Tokusatsu dirigida por Ishiro Honda con efectos visuales de Eiji Tsuburaya.

## Sinopsis
King Kong es traído por un malvado gobernante para buscar gemas preciosas en una mina cuando el robot Mechani-Kong no puede hacer el trabajo. Esto lleva a la máquina y al verdadero Kong a participar en una tremenda batalla que amenaza con destruir Japón.

## Monstruos
- King Kong
- Mechani-Kong
- Gorozaurusu
- Serpiente marina gigante

## Reparto
- Rhodes Reason como Commander Carl Nelson.
- Akira Takarada como Lt. Commander Jiro Nomura.
- Linda Jo Miller como Lt. Susan Watson.
- Hideyo Amamoto como Dr. Who[1][2][3]
- Mie Hama como Madame Piranha.
- Yoshifumi Tajima como Chief.
- Nadao Kirino como Dr. Who's assistant
- Andrew Hughes como United Nations journalist.
- Ryūji Kita como Police inspector.
- Masaaki Tachibana como Self-Defense Force soldier.
- Ikio Sawamura como Mondo Islander.
- Yasuhisa Tsutsumi como General.
- Osman Yusuf como Submariner.
- Haruo Nakajima como King Kong.
- Yū Sekida como Mechani-Kong y Gorosaurus.